# رونالد پریرا مارتینس
رونالد پریرا مارتینس (انگلیسی: Ronald؛ زادهٔ ۱۴ ژوئن ۲۰۰۱) بازیکن فوتبال است.